# Brun C91

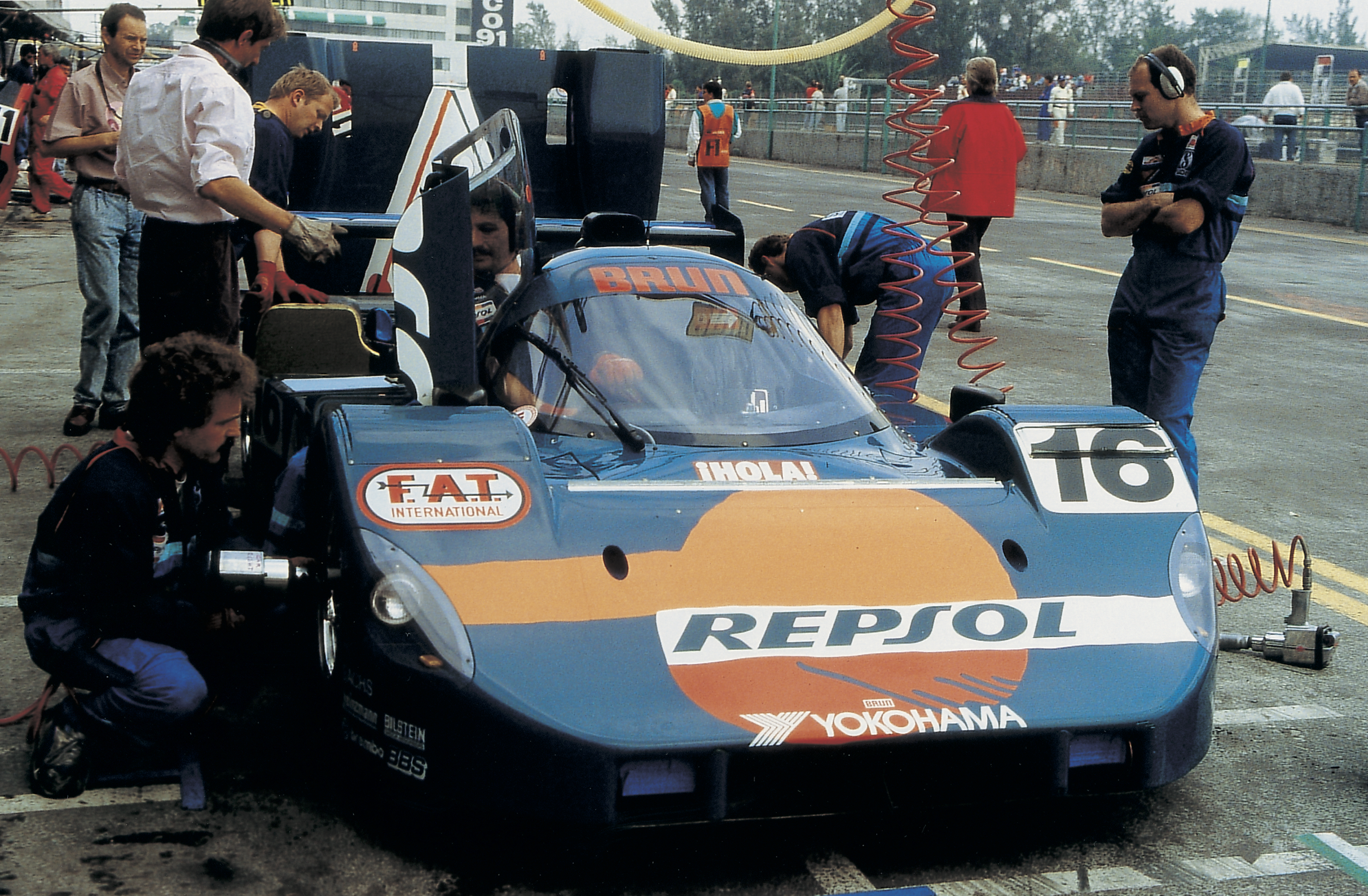
Brun C91 beim 430-km-Rennen von Mexiko-Stadt 1991

Der Brun C91 ist ein in den Jahren 1990–1991 für die Sportwagen-Weltmeisterschaft gebauter Prototyp. 

## Entwicklungsgeschichte- und Technik
Entwickelt wurde er unter Leitung von Steve Ridger und John Iley  bei Brun Technics, einem britischen Konstruktionsbüro, das auch schon die Formel-1-Fahrzeuge für EuroBrun Racing entworfen hatte. Der Brun C91 hatte ein Monocoque aus kohlenstofffaserverstärktem Kunststoff, Bremsscheiben und Kupplung waren aus mit Kohlenstofffasern verstärkter Siliziumkarbidkeramik. Angetrieben wurde er von einem aus der Formel 1 bekannten Judd-EV-V8-Motor.

## Renneinsätze
Eingesetzt wurde der Brun C91 von Repsol Brun Motorsport. Zu Saisonbeginn setzte das Team zwei Porsche 962C ein, von denen der eine ab dem 5. Lauf zur Sportwagen-Weltmeisterschaft auf dem Nürburgring durch den C91 ersetzt wurde. Das größte Problem des Brun C91 war die Zuverlässigkeit, bei jedem seiner drei Rennen fiel er aus.

## Statistik

### Resultate
- 5. Lauf: Nürburgring – nicht gestartet
- 6. Lauf: Magny-Cours – Ausfall (Motor)
- 7. Lauf: Mexico – Ausfall (Anlasser defekt)
- 8. Lauf: Autopolis – Ausfall (Getriebe)

Heute wird der Wagen in den USA sporadisch bei Historischen Gruppe-C-Rennen eingesetzt.

## Technische Daten
- Gewicht: 650 kg
- Leistung: 650 PS
- Hubraum: 3.500 cm³
- Getriebe: 6-Gänge